# Cirrose biliar primária

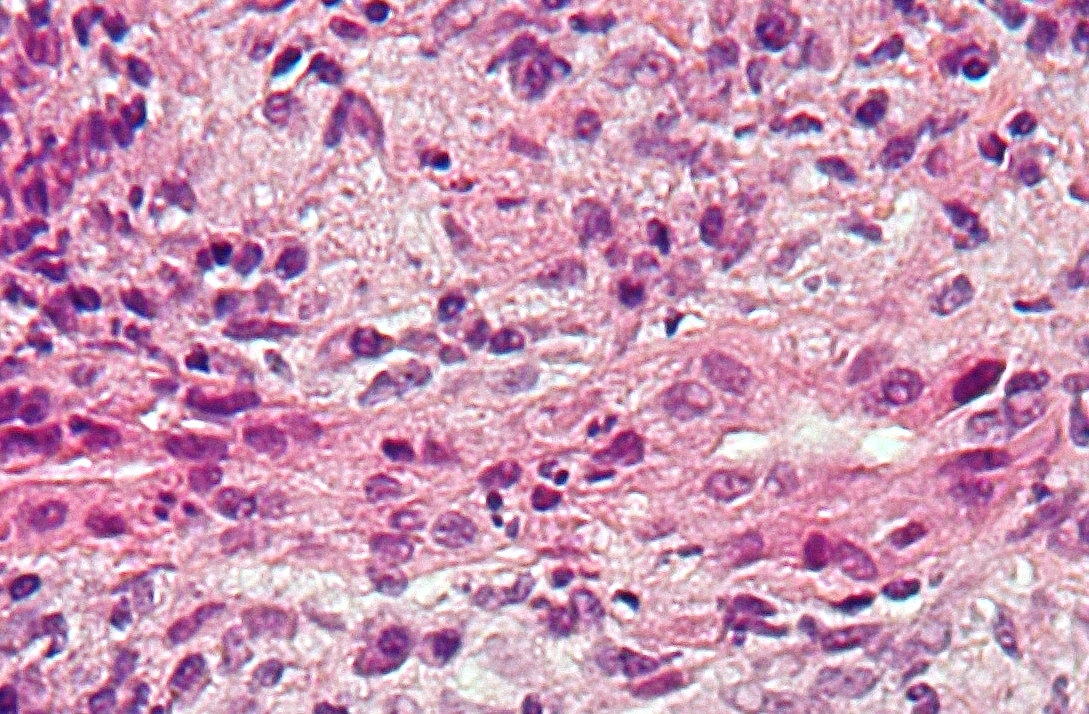

Cirrose biliar primária (atualmente colangite biliar primária), muitas vezes abreviada CBP, é uma doença auto-imune do fígado marcada pela destruição lenta e progressiva dos pequenos ductos biliares (canalículos biliares) dentro do fígado.
Trata-se de doença rara e de difícil diagnóstico, pela progressão lenta. Os sintomas podem incluir fadiga, prurido, xantomas, xantelasma, e sintomas clássicos da colestase, como icterícia, esteatorreia e deficiência de vitaminas lipossolúveis A, D, E K. Acomete principalmente mulheres na faixa dos 40-60 anos de idade.
Frequentemente é levantada como diagnóstico diferencial por alterações laboratoriais nos exames da via biliar (gama-glutamiltransferase [GGT] e fosfatase alcalina [FA]). O anticorpo antimitocôndria está presente em cerca de 90 a 95% dos casos, o que normalmente confirma a suspeita diagnóstica.
O tratamento da CBP é feito normalmente com o ácido ursodesoxicólico - presente em diretrizes de todo o mundo. e, em casos mais avançados da cirrose, o Transplante Ortotópico de Fígado é uma opção.